# De Havilland DH.37
de Havilland DH 37 var ett brittiskt sportflygplan.
DH 37 var en utveckling av den militära Airco DH 4 som togs fram på beställning av Alan Butler. Han fick flygplanet levererat i juni 1922 och använde det under några år uteslutande för nöjesflygning och affärsresor runt om i Europa. 1927 lämnade han in sitt flygplan till verkstaden på de Havilland där det modifierades enligt Butler önskemål till ett racerflygplan. Passagerarplatsen avlägsnades och man ersatte Rolls-Royce-motorn med en 300 hk ADC Nimbus-motor. I grundutförandet såldes ett flygplan 1924 till Controller of Civil Aviation i Australien.
Flygplanet var dubbeldäckat med fast hjullandställ och en sporrfjäder under fenan.